# Witali Wassiljewitsch Margelow

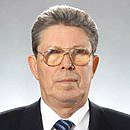
Witali Wassiljewitsch Margelow

Witali Wassiljewitsch Margelow (russisch Виталий Васильевич Маргелов; * 1. Dezember 1941 in Molotow; † 22. März 2021 in Moskau) war ein russischer Politiker und Mitglied des Geheimdiensts KGB. Er war Mitglied der Staatsduma der Föderationsversammlung der Russischen Föderation.

## Werdegang
Er wurde als Sohn von General Wassili Margelow, dem Befehlshaber der Luftlandetruppen der UdSSR, 1941 in Molotow geboren. Nach seinem Schulabschluss 1958 in Taganrog besuchte er die Juristische Fakultät der Lomonossow-Universität in Moskau, die er 1963 als Jurist abschloss.
Nach dem Studium bekam er eine Empfehlung für die Arbeit im Komitee für Staatssicherheit der UdSSR (KGB). Seit 1965 war er für den sowjetischen Geheimdienst tätig. In den 1980er Jahren arbeitete er dort als Leiter der 5. Abteilung der Ersten Hauptverwaltung des KGB (Frankreich, Spanien, Italien, Portugal, Benelux, Griechenland, Jugoslawien, Albanien, Rumänien). Nach der politischen Wende agierte er als stellvertretender Direktor des Auslandsgeheimdienstes für Führungsangelegenheiten von 1997 bis 2003.
Seine politische Karriere begann er 2003. Er war Abgeordneter der Staatsduma (Fraktion „Einiges Russland“). Er fungierte als stellvertretender Vorsitzender des Ausschusses für Sicherheit und war zugleich Mitglied des Kontrollausschusses für das Föderationsbudget für Verteidigung und Staatssicherheit. Sein militärischer Dienstgrad war ab 2001 Generaloberst und ab 2003 Generaloberst der Reserve.
Witali Margelow war verheiratet und hatte vier Söhne.
Er starb am 22. März 2021 im Alter von 79 Jahren an einer COVID-19-Erkrankung.